# Hessisches Studienguthabengesetz
Das hessische Studienguthabengesetz (StuGuG) wurde im Dezember 2003 von der CDU-Mehrheit im Hessischen Landtag als Art. 12 des Zukunftssicherungsgesetzes beschlossen. Kern des Gesetzes war es, das gebührenfreie Studium bis zum Erwerb eines ersten berufsqualifizierenden Studienabschlusses sowie im Rahmen von konsekutiven Studiengängen eines weiteren berufsqualifizierenden Abschlusses durch Studienguthaben zu gewährleisten (§ 1 StuGuG). Nur von Studierenden, die nicht über ein Studienguthaben verfügten (Langzeitstudenten), konnten die Hochschulen für jedes Semester Gebühren erheben (§ 3 StuGuG).
Das Gesetz war gem. § 7 StuGuG bis zum 31. Dezember 2009 befristet, fand jedoch letztmals für das Sommersemester 2007 Anwendung.
Seit dem Wintersemester 2007/2008 wurden allgemeine Studiengebühren nach dem Hessischen Studienbeitragsgesetz erhoben (§ 13 HStubeiG), nachdem das Bundesverfassungsgericht das bis dahin im Hochschulrahmengesetz enthaltene Studiengebührenverbot mit Urteil vom 26. Januar 2005 für verfassungswidrig und damit nichtig erklärt hatte.

## Berechnung des Studienguthabens
Bei einem Studiengang mit einer Regelstudienzeit
- von bis zu sieben Semestern entsprach das Studienguthaben der Regelstudienzeit zuzüglich drei Semester.
- Ab acht Semestern entsprach das Studienguthaben der Regelstudienzeit zuzüglich vier Semester.

Während dieser Zeit war das Studium gebührenfrei.

## Gebühren
Die Gebühren waren in ihrer Höhe gestaffelt. Für das erste gebührenpflichtige Semester wurden 500 Euro, für das zweite 700 Euro und für jedes weitere Semester 900 Euro erhoben.
Bei einem so genannten Zweitstudium betrugen die Gebühren zwischen 500 und 1500 Euro. Die Höhe der Gebühren war studiengangspezifisch geregelt (Zahnmedizin kostete mehr als Pädagogik). Die Gebühren für Gasthörer lagen je nach Inanspruchnahme zwischen 50 und 500 Euro.

## Besonderheiten
Konsekutive Studiengänge:
Bei einem Studium von konsekutiven Studiengängen erhöhte sich das Studienguthaben um die Regelstudienzeit plus ein Semester.
Doppelstudium:
Bei einem so genannten Doppelstudium, also dem gleichzeitigen Studium von mehreren Studiengängen, galt die Regelstudienzeit des längeren Studiengangs für die Bemessung des Guthabens.
Fachwechsel:
Im Falle eines Fachwechsels war es einmalig möglich, ein vollständiges Studienguthaben zu erhalten, jedoch nur, wenn der Wechsel bis zum Beginn des dritten Semesters erfolgte.

## Ausnahmen
Ausnahmeregelungen gab es für Studierende, die im jeweiligen Semester
- beurlaubt waren,
- BAföG erhielten,
- promovierten,
- ein Kind oder Angehörige betreuten oder pflegten,
- eine Behinderung oder chronische Krankheiten hatten,
- in den Gremien und Organen der Hochschule, der Studentenschaft und des Studentenwerks tätig waren oder
- sich im Teilzeitstudium befanden.

Über diese Ausnahmeregelungen hinaus gab es Regelungen für den Übergang. So wurden entrichtete Gebühren zurückerstattet, wenn das Studium bis zum Wintersemesters 2005/2006 erfolgreich abgeschlossen worden war.

## Verwendung
Die Einnahmen aus den Gebühren flossen dem Landeshaushalt zu. Lediglich die Gebühren für Gasthörer erhielten die Hochschulen. Die Hochschulen erhielten eine Entschädigung für den Aufwand der Erhebung.

## Politische Positionen
Im Gesetzgebungsverfahren hatten sich die hessischen Universitäten und die hessischen Studierendenvertretungen gegen das Gesetz ausgesprochen. Die Studierendenschaften der verschiedenen Hochschulen haben stark gegen das Gesetz protestiert. An allen Hochschulen wurden Streiks ausgerufen. Auch im hessischen Landtag war das Gesetz heftigst umstritten. Durchgesetzt werden konnte es mit der absoluten Mehrheit der hessischen CDU unter Ministerpräsident Roland Koch.